# Dwór w Babinie
Dwór w Babinie – dwór znajdujący się w centrum Babina w powiecie średzkim.
Obiekt powstał w początku XX wieku. Jest to obiekt parterowy z mieszkalnym poddaszem. Piętrowy ryzalit wkomponowany jest poprzecznie do bryły głównej. Wejście główne na osi, kryte drewnianym daszkiem. Obiekt otoczony parkiem krajobrazowym z końca XVIII wieku, przekształconym później w XIX wieku. Dworowi towarzyszy folwark: obora (1860), obora (1910), stodoła (1910) i kuźnia (1938). Obok kolonia mieszkalna robotników folwarcznych: sześć czworaków (pięć z 1890 i jeden z 1900).
Obok dworu głaz narzutowy na postumencie.